# Usutu-Virus
Das Usutu-Virus (USUV, Spezies Orthoflavivirus usutuense) ist ein Virus aus der Familie Flaviviridae (Flaviviren). Es ist mit dem Japanischen Enzephalitis-Virus (JEV) und dem West-Nil-Virus (WNV) verwandt. Das Usutu-Virus wird durch Stechmücken übertragen und gehört somit zu den Arboviren. Es stammt ursprünglich aus Afrika, entstand in der Mitte des 16. Jahrhunderts und wurde erstmals 1959 in Südafrika identifiziert. Der Name leitet sich vom Fluss Usutu (auch bekannt als Maputo) in Eswatini ab, das Virus ist aber nicht auf diese Region beschränkt. Das Virus verursacht Infektionen bei Vögeln und Säugetieren, so auch beim Menschen. Bei Vögeln ist die Infektion oft tödlich, beim Menschen verläuft die Infektion in der Mehrheit der Fälle symptomfrei oder mit geringen Beschwerden ab. Neurologische Symptome und schwere Krankheitsverläufe sind beim Menschen selten, aber nicht ausgeschlossen.

## Struktur

### Genom
Der prinzipielle Aufbau und die möglichen Virusproteine des Usutu-Virus ist ähnlich zu anderen Vertretern der Gattung Orthoflavivirus. Das Usutu-Virus gehört zur gleichen Untergruppe wie das Japanische-Enzephalitis-Virus (JEV). Das Genom des Usutu-Virus vom Subtyp Bonn besteht aus einer einzelsträngigen RNA mit positiver Polarität von 11.065 Nukleotiden Länge. Am 5'-Ende liegt ein untranslatierter Bereich (UTR) von 96 Nukleotiden und am 3'-Ende ein untranslatierter Bereich von 664 Nukleotiden. Das 5'-Ende besitzt eine Cap-Struktur.

### Proteine
Aus dem zwischen den untranslatierten Bereichen liegenden translatierten Bereich wird ein Polyprotein von 3.434 Aminosäuren gebildet. Die Homologie der Aminosäuresequenz zwischen verschiedenen Stämmen des Usutu-Virus liegt zwischen 94,7 % und 99,2 %. Aus dem Polyprotein werden über Proteolyse durch zelluläre und virale Proteasen drei strukturelle Proteine und sieben Nichtstrukturproteine gebildet. Die drei strukturellen Proteine sind das Kapsidprotein (codiert durch die Nukleotide 97–474), das pre-membrane/membrane protein (ein Membranprotein, codiert durch die Nukleotide 475–975) und das Hüllprotein (codiert durch die Nukleotide 976–2475). Die sieben Nichtstrukturproteine sind NS1 (codiert durch die Nukleotide 2476–3531), NS2a (3532–4212), NS2b (4213–4605), NS3 (4604–6462), NS4a (6463–6840), NS4b (6910–7684) und NS5 (7684–10398).

### Virion
Die Virionen (Virusteilchen) haben einen Durchmesser von circa 40 bis 60 nm und eine ikosaedrische Form des Kapsids, umgeben von einer Virushülle.

## Infektion, Krankheitsverlauf und Symptome

### Bei Vögeln

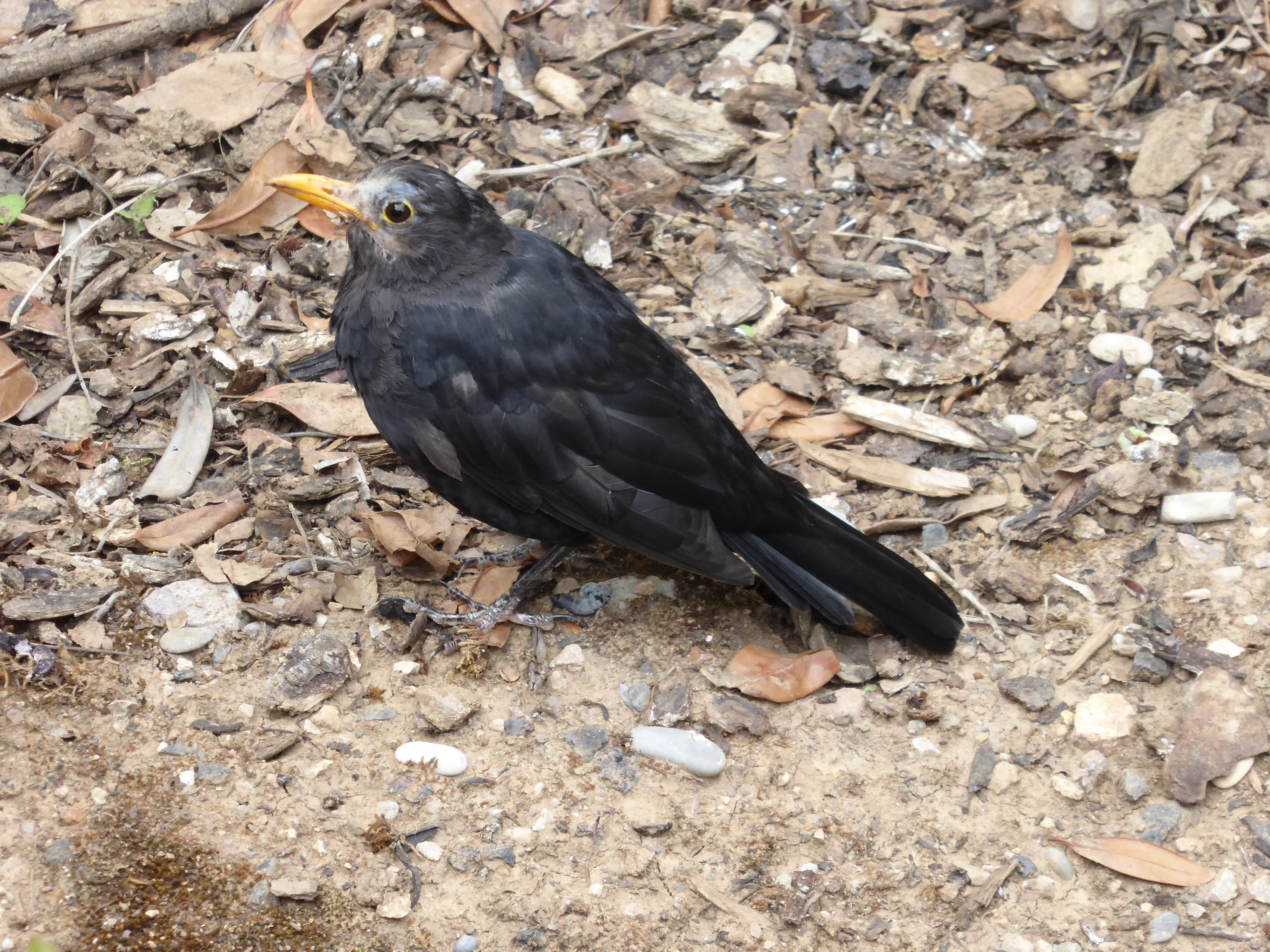
Männliche Amsel mit Symptomen einer Usutu-Virus-Infektion

Infektionen verlaufen bei den meisten Vögeln symptomlos, jedoch tritt bei Amseln oder Bartkäuzen häufig auch eine deutliche klinische Symptomatik, gefolgt von Todesfällen, auf. Zunächst zeigen die Tiere oft struppiges Kleingefieder im Hals-Kopfbereich mit einer hellen Verfärbung, welches bis zur teilweisen oder vollständigen Kahlheit im Kopfbereich führen kann. Auch folgen Apathien und Störungen des zentralen Nervensystems (ZNS) wie Taumeln oder Kopf-Verdrehen. Die erkrankten Individuen sterben meist innerhalb weniger Tage. Amseln sind nach den entdeckten Fällen besonders anfällig für eine Erkrankung, weshalb die Usutu-Epizootie teilweise auch als „Amselsterben“ bekannt wurde. Jedoch werden auch andere Vogelarten von diesem Virus befallen und können dann daran sterben.

### Bei Pferden
Bei Pferden in Kroatien, Italien und Serbien wurden bisher nur USUV-spezifische Antikörper nachgewiesen, eine klinische Symptomatik bei Pferden trat bisher in Europa nicht auf.

### Bei Menschen
In der Mehrheit der Fälle verläuft die Infektion beim Menschen symptomfrei oder mit geringen Beschwerden ab. 1981 wurde erstmals in der Zentralafrikanischen Republik ein Infektionsverlauf beim Menschen beschrieben. Bei immungeschwächten und älteren Patienten wurden schwere Verläufe beobachtet. Typische Symptome sind Fieber, Kopfschmerzen und Hautausschläge. Das Virus kann jedoch auch eine Enzephalitis (Gehirnentzündung) auslösen.

## Verbreitung in Europa

### Erstes Auftreten in Österreich
Seit dem Jahr 2001 sind in Österreich mehrfach Wildvögel an dem Virus gestorben („Amselsterben“). 2003 wurden die Todesfälle bei Amseln sowie vereinzelt für Bartkäuze, Blaumeisen, Haussperlinge, Kohlmeisen, Singdrosseln und Kleiber in Wien und den niederösterreichischen Bezirken Wien-Umgebung, Mödling, Baden, Wiener Neustadt, Neunkirchen, Bruck/Leitha, Gänserndorf, Mistelbach, Korneuburg und Tulln sicher nachgewiesen. Im Sommer 2017 wurde bei 6 Blutspendern das Usutu-Virus nachgewiesen.

### Ungarn, Schweiz und Italien
Ab 2005 bzw. 2006 sind auch in Ungarn, der Schweiz und Italien Wildvögel an dem Virus gestorben. Retrospektive Untersuchungen zeigten, dass bereits 1996 ein Vogelsterben in der Toskana auf eine Infektion mit dem Usutu-Virus zurückzuführen war. Im Herbst des Jahres 2009 wurde in Italien (und damit Europa) erstmals Usutu-Infektionen bei zwei Menschen diagnostiziert, die eine Meningoenzephalitis auslösten.

### Deutschland

#### 2010
Das Usutu-Virus wurde erstmals im August 2010 im Rahmen eines Arbovirus-Surveillance-Programms durch den Virologen Jonas Schmidt-Chanasit in Culex pipiens-Stechmücken aus Weinheim nachgewiesen.

#### 2011 bis 2016
Im September 2011 wurde das Virus in einer toten Amsel aus Birkenau in Hessen vom Bernhard-Nocht-Institut für Tropenmedizin (BNITM) in Hamburg nachgewiesen. Wenige Tage später wurde das Virus bei vier Amseln in Mannheim sowie in Dossenheim in Baden-Württemberg von Mitarbeitern des Friedrich-Loeffler-Instituts entdeckt.
Das Usutu-Virus ist nicht ausschließlich auf exotische Stechmücken als Vektor angewiesen, sondern wird ebenso von einheimischen Stechmückenarten übertragen. Auch die Eier und Larven der Mücken beherbergen das Virus. Werden Vögel und andere Tiere von infizierten Stechmücken gestochen, kann das Virus übertragen und bei einem neuerlichen Stich auf die nächste Stechmücke weitergegeben werden.
Im Juli 2012 wurde eine infizierte Amsel im nordrhein-westfälischen Siegen gefunden, was eine frühere Annahme, das Virus verbreite sich nur in Flusstälern, entkräftet.
Im Herbst 2016 zählte der Naturschutzbund Deutschland (NABU) innerhalb von zwei Wochen über 600 tote Vögel, vorwiegend Amseln. Schwerpunkte des Vogelsterbens waren nach Angaben des NABU Nordrhein-Westfalen, der Raum Leipzig sowie Berlin, Schleswig-Holstein und der nördliche Teil Niedersachsens. In Deutschland wurden 2012 (südwestliches Deutschland) und im September 2016 (Aachen) zwei Blutspender positiv auf das Usutu-Virus getestet.

#### 2018
Das Virus wurde 2018 nach Angaben des Bernhard-Nocht-Instituts für Tropenmedizin (BNITM) auch bei toten Vögeln (vorwiegend Amseln) in Bremen, Hamburg und Bayern (Region Nürnberg) nachgewiesen. Dem Naturschutzbund Deutschland (NABU) wurden bis dahin rund 8881 Verdachtsfälle gemeldet. Damit übertraf das Ausmaß des Vogelsterbens durch das Usutu-Virus alle Vorjahre bei weitem. Der NABU rief zusammen mit dem BNITM dazu auf, kranke und tote Vögel mit Usutu-Verdacht online zu melden und gegebenenfalls einzusenden. Untersuchungen nahmen das BNITM, das Friedrich-Loeffler-Institut (FLI) sowie Veterinär-Untersuchungsämter vor. Es wurden über 700 dieser Vögel zur Untersuchung an das BNITM geschickt. Von 250 untersuchten Vögeln wurden 131 positiv auf das Usutu-Virus getestet, darunter neben Amseln auch elf Vögel anderer Arten wie Singdrosseln, Meisen oder Finken. Auch bei einem Kleiber und einem Bartkauz wurde das Usutu-Virus nachgewiesen.

#### 2024
Bedingt durch einen feuchtwarmen Sommer und eine dadurch begünstigte Zirkulation von Stechmücken komme es laut Bernhard-Nocht-Institut für Tropenmedizin wieder zu einer deutlich verstärkten Anzahl infizierter Vögel, zumeist Amseln aber auch Drosseln, Falken und anderer Vögel, in denen das Virus nachgewiesen wird. So berichtet der NABU, dass in den zurückliegenden sechs Monaten mehr als doppelt so viele kranke oder tote Vögel gemeldet wurden als im Vergleichszeitraum 2023. 2024 liefen bei ihm bislang 1.536 Meldungen mit 1.806 toten / 1.060 krank gemeldeten Amseln und anderen Vögeln auf (Stand 14. August 2024). Bei den vom BNITM untersuchten Kadavern betrug die Positivrate 25 %. Als geographischer Schwerpunkt wird Niedersachsen benannt, Fälle werden aber aus ganz Deutschland gemeldet. Dieses sei damit die schwerste Welle seit 2018.